# Alexander Jurjewitsch Juldaschew
Alexander Jurjewitsch Juldaschew (russisch Александр Юрьевич Юлдашев; * 12. Mai 1967 in Osch, Kirgisische SSR, Sowjetunion) ist ein russischer Vizeadmiral und Kommandeur der Gruppe der nordöstlichen Truppen und Streitkräfte Russlands in Petropawlowsk-Kamtschatski.

## Leben
Juldaschew stammt aus der Familie eines Militärs. 1989 absolvierte er die Fakultät für Nachrichtentechnik der Kaliningrader Höheren Seekriegsschule, wurde anschließend in die 11. U-Bootdivision der Nordflotte zum Marinestützpunkt Sapadnaja Liza versetzt und diente auf dem Atom-U-Boot K–173 des Projektes 949. 1991 und 1993 war er Teilnehmer von Tauchfahrten unter dem arktischen Eis zu Stützpunkten der  Pazifikflotte. Er diente zunächst als Wachoffizier und später das 1. Offizier auf Atom-U-Booten der Projekte 671RTM und 949A. Nach dem Besuch höherer Speziallehrgänge für Offiziere der Seekriegsflotte in Sankt Petersburg und dem erfolgreichen Abschluss der Seekriegsakademie N. G. Kusnezow im Jahr 2000 wurde er Kommandeur eines Atom-U-Bootes des Projektes 671RTM der 33. U-Bootdivision in Sapanaja Liza. 2003 wurde er als Stabschef der 7. U-Bootdivision der Nordflotte auf der Marinebasis Widjajewo eingesetzt. 2007 wurde er Kommandeur dieser Division. Von 2009 bis 2012 fand Juldaschew auf dem Marinestützpunkt Wiljutschinsk eine Verwendung als Kommandeur der 10. U-Bootdivision der Pazifikflotte. Von 2012 bis 2015 war er Stellvertreter des Kommandeurs der Primorsker Flottille gemischter Kräfte der Pazifikflotte sowie ab 2015 Stellvertreter des Kommandeurs der Kola-Flottille gemischter Kräfte der Nordflotte. 2015 absolvierte er die Militärakademie des Generalstabes der Streitkräfte der Russischen Föderation in Moskau und wurde als einer der besten Offiziershörer Laureat der Armeegeneral Dubynin-Prämie. Von November 2015 bis Januar 2016 kommandierte er eine Schiffsgruppe der Pazifikflotte, bestehend aus dem Raketenkreuzer Warjag, dem Zerstörer Bystry, dem Tanker Boris Butoma sowie dem Rettungsschiff Alatau. Die Gruppe nahm an dem gemeinsamen indisch-russischen Manöver Indira-2015 im Indischen Ozean teil. Von 2016 bis 2018 diente Konteradmiral Juldaschew als Stabschef und Erster Stellvertreter des Kommandeurs der Unterwasserkräfte der Pazifikflotte. Am 29. Januar 2018 wurde er per Erlass des Präsidenten der Russischen Föderation Putin zum Kommandeur der Gruppe der nordöstlichen Truppen und Streitkräfte Russlands ernannt. Sein Vorgänger, Konteradmiral Lipilin, wurde gleichzeitig zur Schwarzmeerflotte versetzt. Per Präsidentenerlass Nr. 769 wurde er am 10. Dezember 2020 zum Vizeadmiral befördert.
Für die erfolgreiche Verfolgung einer Flugzeugträgerkampfgruppe der NATO wurde Juldaschew 1998 mit dem Orden für militärische Verdienste ausgezeichnet. Er ist Kandidat der technischen Wissenschaften, verheiratet und Vater von zwei Töchtern.

## Auszeichnungen
- Orden für militärische Verdienste (1998)
- weitere Medaillen